# Rivoli
Rivoli is een gemeente in de Italiaanse provincie Turijn (regio Piëmont) en telt 50.694 inwoners (31-12-2004). De oppervlakte bedraagt 29,5 km², de bevolkingsdichtheid is 1718 inwoners per km².
De volgende frazioni maken deel uit van de gemeente: Cascine Vica, Leumann, Tetti Neirotti, Bruere.

## Demografie
Rivoli telt ongeveer 22048 huishoudens. Het aantal inwoners daalde in de periode 1991-2001 met 5,5% volgens cijfers uit de tienjaarlijkse volkstellingen van ISTAT.
| Jaar | Inwoneraantal |
| ---- | ------------- |
| 1991 | 52.683        |
| 2001 | 49.792        |

## Geografie
De gemeente ligt op ongeveer 390 m boven zeeniveau.
Rivoli grenst aan de volgende gemeenten: Torino, Pianezza, Caselette, Alpignano, Collegno, Rosta, Grugliasco, Villarbasse, Rivalta di Torino, Orbassano.

## Sport
- ACD Rivoli, voetbalclub die speelt in Serie D/A

## Geboren
- Marco Soffietti (1977), golfprofessional
- Fabio Basile (1994), judoka
- Lorenzo Veglia (1996), autocoureur

1. ↑  https://demo.istat.it/?l=it.